# Modena City Ramblers
I Modena City Ramblers (noti anche nella forma abbreviata MCR) sono un gruppo musicale italiano nato nel 1991.
Autodefiniscono il loro genere musicale come combat folk, dichiarando sin dall'esordio un amore incondizionato per il folk irlandese, le cui sonorità rimangono anche dopo l'influenza di altri generi, in particolare il rock con contaminazioni punk.
Sin dai tempi in cui suonavano solo musica irlandese, i Modena City Ramblers utilizzano brani strumentali della tradizione popolare (irlandese, scozzese, celtica e poi anche klezmer, balcanica, italiana) come basi per loro brani, come riff o come assolo. Talvolta l'origine di questi brani è sconosciuta.

## Storia

### La formazione,On the First Day of March... Live Demo
(Franco D'Aniello)
I Modena City Ramblers nascono nel 1991 da un gruppo di amici intenzionati a suonare musica irlandese. Ne fanno parte "Albertone" Morselli, Giovanni Rubbiani e "Albertino" Cottica, provenienti dal gruppo Lontano da dove, Franco D'Aniello e Luciano Gaetani dell'Abbazia dei Folli. Nel febbraio del 1991, in occasione di un concerto al Wienna di Modena, viene deciso il nome Modena City Ramblers, in quanto «sapevamo che in Irlanda ogni città ha i suoi City Ramblers e ci sembrava carino che anche Modena non fosse da meno». Il nome è anche un omaggio ai Dublin City Ramblers, un gruppo di "liscio irlandese", senza dimenticare le radici emiliane.
Nel 1992 arriva il bassista Massimo Ghiacci dai Plutonium 99. La sera del 1º marzo viene effettuata la prima registrazione del gruppo nel disco On the First Day of March...Live Demo. Durante un concerto al Kalinka, un locale di Carpi, sale sul palco per la prima volta Cisco, a cantare The Wild Rover. In questo periodo i Modena City Ramblers non sono un ensemble convenzionale ma una compagnia aperta, elemento che rimarrà in qualche modo in tutta la storia dei Ramblers, tanto che tutti i membri che hanno poi abbandonato la "formazione effettiva", eccetto Alberto Morselli, continuano a collaborare con il gruppo. L'evento che concluse quell'anno cruciale per il gruppo fu il concerto di spalla ai Pogues a Modena. Terry Woods, il bouzoukista del gruppo irlandese, assistette al concerto, salutando i Ramblers da lontano. Nell'autunno dello stesso anno, Luciano comincia a introdurre nel repertorio dei pezzi popolari in italiano, quali Bella ciao, Fischia il vento e Contessa.

### Combat FolkeRiportando tutto a casa
Tra febbraio e marzo del 1993, i Ramblers vantavano un repertorio misto, composto da brani strumentali irlandesi e brani tradizionali italiani. Decisero così di incidere il loro primo album in studio. Come studio di registrazione scelsero l'Esagono di Rubiera, in cui lavorava Kaba, che sarebbe diventato poi un membro stabile del gruppo. Combat Folk venne venduto ai concerti, la prima volta al "Fuori Orario" di Taneto di Gattatico (RE), e contiene inoltre i primi due brani inediti dei Modena City Ramblers.
I Modena City Ramblers da gruppo che si "disinteressava delle professionalità" erano diventati un progetto musicale, passaggio che richiedeva una scrematura del gruppo per delineare con più ordine una formazione troppo caotica: "Albertone" Morselli e Cisco alla voce, Giovanni Rubbiani alla chitarra, "Albertino" Cottica alla fisarmonica, "Franchino" D'Aniello ai fiati, Luciano Gaetani al banjo, bouzouki, mandolino, Massimo "Ice" Ghiacci al basso, Marco Michelini al violino e Vania Buzzini al bodhran e ai cori.
Nel 1994 pubblicano per l'etichetta indipendente Helter Skelter Records di Roma Riportando tutto a casa. Al disco partecipano inoltre come ospiti gli ex Chris Dennis, Filippo Chieli e Vania Buzzini. Compare l'utilizzo del dialetto in alcune canzoni, in toto (Tant par tachér, Delinquent ed mòdna) o in parte (I funerali di Berlinguer e The great song of indifference, cover di Bob Geldof) anche sull'onda dei torinesi Mau Mau; stilisticamente, non più solo Pogues e Waterboys ma anche Les Négresses Vertes e Mano Negra. Molto importante l'apporto dato da Albertino e Giovanni nella scrittura dei brani.
Il disco è un manifesto della cultura musicale del gruppo, che spazia dall'Irlanda con la canzone In un giorno di pioggia alle esperienze di casa nostra di Quarant'anni, senza dimenticare la spensieratezza dei testi disimpegnati come The great song of indifference, le melodie soffuse di Ninnananna e il ricordo della Resistenza con la loro prima versione di Bella ciao. Il disco viene prodotto dalla Mescal e poi ripubblicato dalla Blackout/Polygram con l'aggiunta del brano Il bicchiere dell'addio in cui appare Bob Geldof. Nella versione della Mescal fa inoltre il suo ingresso il primo batterista dei MCR, Roberto Zeno.
Tra il 1994 e il 1995 i MCR collaborano nell'incisione di alcuni album: I disertori, tributo ad Ivano Fossati con Gli amanti d'Irlanda; Tributo ad Augusto con L'atomica cinese; Materiale resistente con Bella ciao, compilation prodotta da Giovanni Lindo Ferretti dei C.S.I. insieme a gruppi del calibro di Africa Unite, Mau Mau, Gang e Skiantos, per il 50º anniversario della Liberazione.
Durante l'estate del 1995 i Ramblers collaborano con il circo di Paolo Rossi e il progetto francese Caravane Banlieue. Partecipano ad alcune serate sul palco miscelando il folk con la satira.
Alla fine dell'estate Albertone lascia il gruppo per disaccordi politici e musicali con il resto del gruppo e Cisco rimane l'unica voce. Successivamente Morselli forma diversi gruppi, fino ad arrivare ad un disco solista Da un'altra parte nel 2005; nel 2007 cura la direzione artistica del disco Il vento che soffia dalla luna del gruppo folk parmense Mé, Pék e Barba, mentre nel 2009 torna a curare la direzione artistica di un disco del gruppo folk Mé, Pék e Barba, intitolato La rosa e l'urtiga insieme a Filippo Chieli. Nel 2012 torna a cantare in alcuni brani del disco La scatola magica dei Mé, Pék e Barba. Dal 2013 canta nel gruppo The Morsellis, con cui pubblica nel 2019 l'album The Primavera Session.

### Il successo

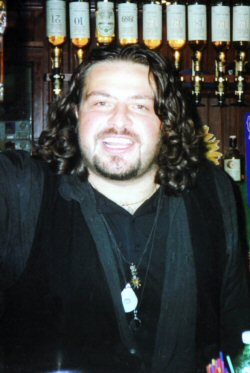
Ottobre 1998, Cisco Bellotti al Sisten Irish Pub di Novellara durante la registrazione di Raccolti.

Nel 1996 viene alla luce il secondo disco La grande famiglia con interventi di Paolo Rossi, Mara Redeghieri degli Üstmamò, Marino e Sandro Severini dei Gang. All'inizio del tour abbandonano il gruppo Gaetani e Michelini, che non accettano di lasciare i loro lavori (rispettivamente psicologo e impiegato in banca), sostituiti da Massimo Giuntini e Francesco Moneti, entrambi degli aretini Casa del vento. Prendono parte al Concerto del Primo Maggio a Roma e fanno una decina di date con Paolo Rossi.
Nel 1997 incidono Terra e libertà, che risente fortemente dei viaggi compiuti da Cisco in Patagonia e da Alberto e Giovanni in Messico e a Cuba. L'album è chiaramente ispirato all'opera di Gabriel García Márquez. I MCR lavorano per sei mesi in sala prove. Al concetto del disco hanno contribuito anche gli incontri con Luis Sepúlveda, Paco Taibo o Daniel Chavarría, conosciuti nel 1997 grazie ai festival di letteratura, mentre sul piano musicale il modello sono i Mano Negra. La tournée si svolge nei palazzetti e culmina a dicembre, quando suonano a Cuba davanti a 100.000 persone.
Nel 1998 il gruppo ha bisogno di recuperare una dimensione più "intima" del live e porta il tour nei club. A ottobre al Sisten Irish Pub di Novellara viene registrato Raccolti, album acustico con quindici classici, due inediti (Notturno, Camden lock e A gh'è chi g'a') e una cover (La fiola dal paisan, brano de La Piva dal Carnèr, gruppo di musica popolare emiliana). Seguono nel 1999 un breve tour nei teatri, senza Giuntini ma con ospite Luciano Gaetani: dieci brani dai concerti di Rimini e La Spezia, tra cui lo strumentale Richard Dwyer's Set e L'atomica cinese, finiscono ne Il resto raccolto, CD a tiratura limitata solo per il fan club.
I Ramblers compiono un viaggio in Irlanda per lavorare al quarto album e poi all'Esagono dove incidono Fuori campo. Lo stile Ramblers non è più solo combat folk, ma, come suggeriscono loro stessi nel titolo di una canzone di quest'album, è patchanka celtica: non rinnegano le radici irlandesi, ma vi aggiungono quel meticciato musicale denominato patchanka dai Mano Negra. Il giorno dell'uscita dell'album Giovanni Rubbiani annuncia l'abbandono del gruppo. L'ultimo concerto con Giovanni come membro della società Modena City Ramblers è quello del Capodanno del 2000 in Piazza Grande a Modena, insieme a Goran Bregović. Giovanni Rubbiani andrà a fondare i Caravane de Ville.
Nel novembre 1999 viene pubblicato Combat Folk - L'Italia ai tempi dei Modena City Ramblers, un libro firmato da Paolo Ferrari e Paolo Verri in cui il gruppo racconta la propria esperienza.
I MCR incidono Madre Terra per A come Ambiente, una compilation del quotidiano La Stampa.

### Radio RebeldeeGocce
Nel maggio 2000 anche Albertino abbandona i Modena City Ramblers per dedicarsi al progetto, già attivo da tempo, dei Fiamma Fumana. Nel tour estivo ritornano Luciano Gaetani e Massimo Giuntini e fa il suo ingresso come membro effettivo il secondo batterista-percussioni Kaba, dopo 5 album all'attivo come produttore. In autunno il viaggio in Sudafrica, per una collaborazione con la band etno-folk-fusion Landscape Prayers (Lontano e Un mondo che balla). Massimo Ghiacci e Franco D'Aniello producono Pazienza santa dei Paulem di cui fa parte anche l'ex rambler Luciano Gaetani.
Nel febbraio 2001 Cisco incide con gli amici Casa del Vento il disco 900.
Nella primavera del 2001 nasce il progetto Gang City Ramblers, che congiunge due generazioni di combat-folk-rockers: i Modena City Ramblers con i Gang dei fratelli Severini. Suonano sullo stesso palco interpretando brani delle due formazioni. Il 25 aprile dello stesso anno i due gruppi si esibiscono in un indimenticabile concerto a Macerata in una Piazza Mazzini stracolma di oltre 6.000 persone arrivate da tutti gli angoli della regione.
I MCR si chiudono poi in studio a Napoli per l'incisione dell'album Radio Rebelde, con il supporto di Enzo Soulfingers Rizzo. È il primo album non prodotto da Kaba. Verrà pubblicato nel febbraio 2002. Il disco risente dei fatti del G8 di Genova e dell'11 settembre. Dopo il ritiro di Massimo Giuntini, si aggiunge Luca "Gabibbo" Giacometti, ex Mocogno Rovers e membro dei Cormac. Durante il tour invernale è ospite anche Giovanni Rubbiani.
Nel gennaio 2003 suonano in Chiapas e Guatemala. Entra nel gruppo il fisarmonicista Daniele Contardo, già Abesibè e Tupamaros.
Nel 2004 pubblicano l'EP Gocce, legato al progetto della Coop Acqua per la pace, che contiene l'inedito Al Fiòmm presente anche nel successivo album. Sotto la guida di Max Casacci dei Subsonica, i Ramblers incidono ¡Viva la vida, muera la muerte!.
Sempre nel 2004 viene pubblicato Clan Banlieue, un DVD pubblicato dalla Universal Music e che raccoglie dodici anni di canzoni, concerti, incontri, viaggi e amicizie della band musicale Modena City Ramblers.
Nel 2005, come ideale continuazione di Materiale resistente, i MCR chiamano a raccolta gli amici e registrano un album di canti sulla Resistenza: Appunti partigiani. Rileggono brani propri, tradizionali e di altri gruppi in chiave Ramblers. L'album esce in aprile, nel 60º anniversario della Liberazione.
La canzone Ebano, contenuta nell'album ¡Viva la vida, muera la muerte! vince il premio Amnesty – Voci per la libertà, assegnato da Amnesty International.

### L'abbandono di Cisco e il casoContessa

Modena City Ramblers, formazione 2006. In piedi da sinistra: Massimo "Ice" Ghiacci, Davide "Dudu" Morandi, Arcangelo "Kaba" Cavazzuti, Roberto "Robby" Zeno, Francesco "Fry" Moneti; Seduti da sinistra: Franco D'Aniello, Elisabetta "Betty" Vezzani, Luca "Gabibbo" Giacometti

Dopo 14 anni Stefano "Cisco" Bellotti lascia il gruppo per intraprendere la carriera solista. La band decide di non fare provini ma chiama a dividere l'eredità di Cisco due amici: il sassolese Davide "Dudu" Morandi, ex Mocogno Rovers, già presente nei cori di Riportando tutto a casa e nella foto di copertina di La grande famiglia, in quanto aveva già cantato dal vivo con i Ramblers agli esordi, e la correggese Betty Vezzani, che ha cantato con i Cormac e nel progetto folk Beyond the wire con Luca Giacometti, oltre allo spettacolo Le Ceneri di Gramsci di Pier Paolo Pasolini e musicato da Giovanna Marini. Per testare la nuova formazione i MCR fanno una breve tournée nei club che vede il battesimo al Fuori Orario di Taneto di Gattatico (RE) il 3 marzo 2006.
Durante il tradizionale Concerto del Primo Maggio a Roma, il gruppo si esibisce cantando la tradizionale canzone di protesta del movimento operaio Contessa (nel loro repertorio sin dal demo tape Combat Folk, ma da tempo abbandonata dal vivo perché ritenuta ambigua) cambiando le parole di alcune strofe, attenuandone i caratteri più duri del linguaggio che la caratterizza. Dopo il concerto è nata una polemica sulla modifica del testo, soprattutto dopo l'intervento dell'autore della canzone Paolo Pietrangeli che in un articolo su Liberazione prendeva le distanze dall'iniziativa dichiarando di aver negato sin dall'inizio il consenso ai Modena City Ramblers per qualsiasi modifica al testo. Dopo questo episodio il gruppo ha temporaneamente escluso Contessa dal suo repertorio dal vivo, introducendo nel disco successivo Mia dolce rivoluzionaria, una canzone che rimarca ancora più apertamente la distanza dai contenuti politici espressi nel testo della canzone di Pietrangeli. Dopo alcuni anni la canzone di Paolo Pietrangeli è stata nuovamente inserita nella scaletta di alcuni concerti.
Il 3 novembre 2006 esce l'album Dopo il lungo inverno sotto la produzione Peter Walsh, già collaboratore di Peter Gabriel e Simple Minds, che vede ospiti Terry Woods (componente dei The Pogues, già membro degli Sweeney's Men e Steeleye Span), la brass band macedone Original Kocani Orkestar, Massimiliano Fabianelli, fisarmonicista con i Ramblers in tour l'anno precedente, il quartetto d'archi reggiano Koinè di cui fa parte Filippo Chieli, la cantante Lucia Tarì e l'armonicista Enzo Ciliberti.
Nel marzo 2007 viene pubblicato Tre colori, il nuovo album del cantautore rock Graziano Romani, che vede i Ramblers ospiti, sia come singoli che nella formazione completa, nei brani Corre buon sangue, Stesso viaggio stessa città, Spiriti liberi.

### L'addio a Gabibbo eBella Ciao - Italian Combat Folk for the Masses

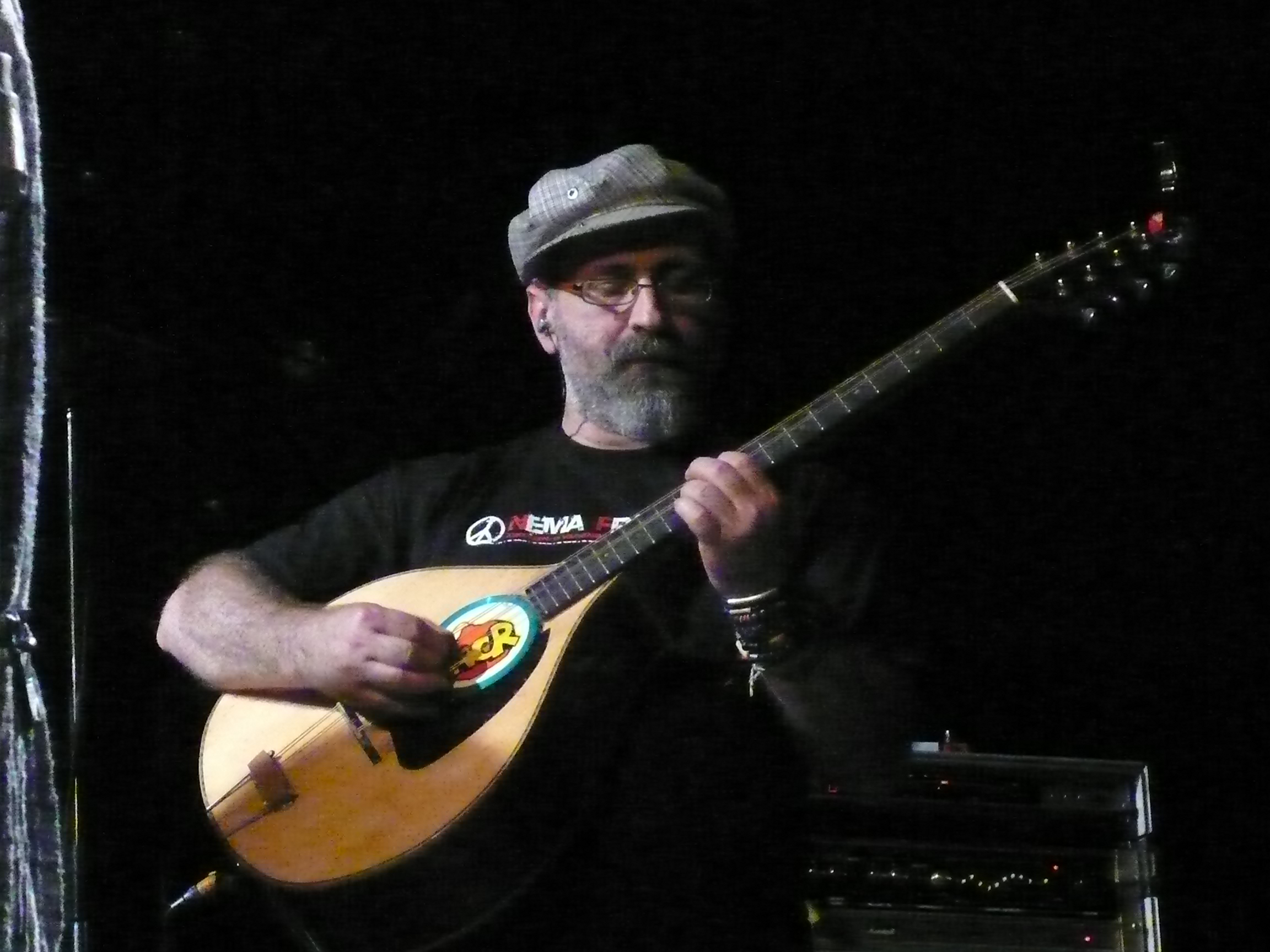
Luca "Gabibbo" Giacometti (44 anni) mentre suona un bouzouki durante un concerto. Il 6 ottobre 2007 il musicista morì schiantandosi per cause sconosciute contro il guard rail sull'Autostrada del Sole.

Il 6 ottobre 2007 muore in un incidente stradale Luca "Gabibbo" Giacometti. Il 13 ottobre 2007 a Castelnuovo Rangone (MO), per commemorarne la scomparsa, Davide Morandi, Franco D'Aniello e Massimo Ghiacci partecipano come ospiti ad un concerto dell'ex cantante Stefano "Cisco" Bellotti.
Il 25 gennaio 2008 esce in Italia distribuito da Mescal e in Olanda, Svizzera, Francia, Lussemburgo, Austria e Germania distribuito da Universal, il primo disco dei MCR destinato al mercato straniero, prodotto da Terry Woods e dal titolo Bella ciao - Italian Combat Folk for the Masses (il titolo provvisorio era Tunes from the Bunker). Contiene brani dei MCR riarrangiati, reincisi, tra cui Bella ciao e in alcuni casi tradotti in inglese e spagnolo, più un inedito: il tradizionale americano di evidente origine irlandese Roisin the Bow. Partecipa ancora come ospite Massimiliano Fabianelli. Franco D'Aniello suona per la prima volta il sassofono. Il disco è dedicato a Luca Giacometti che aveva partecipato alle registrazioni. In primavera i MCR intraprendono un tour che li porta in numerose capitali europee. Durante questo tour, si aggiunge alla formazione il tastierista Leonardo "Leo" Sgavetti.

### Onda Libera
Il 10 aprile 2009 esce il disco Onda libera, il cui tema dominante è il concetto di libertà. L'album affronta molteplici temi, tra cui la lotta alla mafia, la solidarietà ai popoli emarginati e discriminati, la libertà di protesta studentesca e il tema delle morti sul lavoro. Il titolo nasce dalla volontà dei Ramblers di riferirsi sia a l'Onda, il movimento studentesco nato nell'autunno 2008, sia a Libera, l'associazione contro le mafie fondata da don Luigi Ciotti. Quest'ultimo collabora in prima persona alla realizzazione del disco firmandone anche l'introduzione con le seguenti parole:
Durante il Tour 2009 i Ramblers organizzano in collaborazione con l'associazione Libera la Carovana della legalità contro le mafie, un tour itinerante svoltosi tra il 25 aprile ed il 9 maggio in luoghi confiscati alla mafia di molte regioni della penisola.
Il 1º maggio 2009, a Coppito, partecipano a Concerto per L'Abruzzo: una manifestazione di solidarietà nei confronti delle persone colpite dal terremoto.
L'11 giugno 2009 partecipano, insieme a Casa del Vento e Skiantos, allo spettacolo in Piazza VIII Agosto a Bologna in ricordo di Enrico Berlinguer, a 25 anni dalla sua scomparsa.

### L'abbandono di Kaba e Betty e ilRiportando tutto a casa - Tour 2009
Il 13 ottobre 2009 i Modena City Ramblers annunciano sul proprio sito ufficiale che Arcangelo "Kaba" Cavazzuti ed Elisabetta "Betty" Vezzani lasciano i Modena City Ramblers. I motivi di questa decisione, presa di comune accordo ma non per questo meno dolorosa, sono dovuti a scelte di vita strettamente personali. Kaba lascia i Ramblers dopo una collaborazione che durava da più di 15 anni, prima come produttore e poi come strumentista; mentre Betty era entrata nel gruppo solo nel 2006. Nel 2009 Betty collaborò con i Legittimo Brigantaggio nell'album Il cielo degli esclusi (Cinico Disincanto).
I Ramblers annunciano contemporaneamente il varo di un tour celebrativo per i 15 anni trascorsi dall'uscita del primo disco Riportando tutto a casa, che porterà la band in giro per i "piccoli-grandi" club della penisola nell'autunno-inverno 2009, proponendo una scaletta impostata sulle canzoni del disco uscito nel 1994. Per l'occasione entrano a far parte del gruppo: il "vecchio" compagno di viaggio Luciano Gaetani, polistrumentista nonché cofondatore della band emiliana e alla chitarra acustica Luca Serio Bertolini, cantautore e già tecnico di palco. Ricompare nelle scalette, contestualizzata con l'anniversario del disco, Contessa.
Il 26 settembre 2009 viene pubblicata la Modena City Ramblers - The Universal Music Collection, una raccolta limited edition dei primi sei album registrati in studio dai Ramblers.

### Sul tetto del mondo,Battaglione Alleatoe il tour estivo 2012
I Modena City Ramblers annunciano l'uscita del loro dodicesimo album per il 15 marzo 2011 a vent'anni dalla formazione del gruppo, intitolato Sul tetto del mondo, contenente tredici tracce, composte e prodotte dai Ramblers stessi.
Il 23 luglio 2011 i Modena City Ramblers partecipano al concerto in memoria di Carlo Giuliani a Genova, in Piazza Caricamento, al decimo anniversario della sua morte durante gli scontri del G8 di Genova. Il 31 dicembre 2011 suonano al concerto di capodanno in piazza a Modena, festeggiando il ventesimo della loro fondazione.
Il 26 marzo 2012 è uscito l'album Battaglione Alleato, un album corale dei Modena insieme agli Yonders di Luca Serio Bertolini, ai Popinga di Leonardo Sgavetti, ai Mutina Golem di Luciano Gaetani, ai Rossopiceno, ai LoGiCi Zen, agli Elizabeth, ai Nuju, ai Ned Ludd, a Jason McNiff (già più volte sul palco con i MCR), all'ex fisarmonicista Daniele Contardo, a Milo Brugnara (cantautore Trentino, vecchia conoscenza dei MCR dai tempi della Grande Famiglia) e all'artista reggae Lion D che narra le vicende dell'Operazione Tombola, episodio della seconda guerra mondiale.
Il 25 giugno 2012 il gruppo si esibisce allo Stadio Renato Dall'Ara in occasione del concerto Emilia: live; un evento organizzato per raccogliere fondi destinati ad aiutare le popolazioni colpite dal sisma. La band suona due brani ("Viva la Vida" e "I Cento Passi") insieme, per l'occasione, con l'ex cantante del gruppo Stefano Bellotti.
L'estate 2012 segna l'inizio del "Modena City Busker Tour", un tour che ripropone tutti i pezzi del gruppo che sono stati suonati raramente (alcuni addirittura mai). I brani in scaletta sono stati scelti dai fan stessi della band tramite un apposito sondaggio sul sito ufficiale.

### Niente di nuovo sul fronte occidentale
Il 5 febbraio 2013 esce il loro tredicesimo album in studio intitolato Niente di nuovo sul fronte occidentale. È un doppio cd caratterizzato da un lato A e un lato B (per ricordare i vinili) denominati rispettivamente "Niente di nuovo" e "Sul fronte occidentale". Mentre il lato A ha un suono più elettrico e aggressivo, il lato B è un ritorno alle poetiche ballate dei primi tempi.
Nella formazione si può notare l'abbandono di Luciano Gaetani (presente però in qualche canzone) e la collaborazione di Daniele Contardo, ex rambler.

### Ventitour
Il 15 marzo 2014, in occasione delle festività di San Patrizio organizzate dall'Estragon di Bologna ("Irlanda in Festa"), i Modena City Ramblers danno il via al VENTI tour. Si tratta del tour per festeggiare i vent'anni dall'uscita (nel 1994) di Riportando tutto a casa. Nella scaletta verranno riproposti i pezzi cult di un ventennio. La registrazione della serata verrà pubblicata in "Venti" doppio Cd e DVD, in uscita il 27 maggio 2014.
Nell'ottobre 2014 incidono il brano Chi vola vale, inno del Modena Volley.

### 'Tracce clandestine' eSentieri clandestinitour
Il 24 marzo 2015 esce il disco Tracce clandestine, album che raccoglie brani che i Modena avevano inciso in raccolte o che hanno cantato più volte dal vivo, ma non avevano mai registrato. Ad aprire il disco c'è, appunto, Clandestino di Manu Chao. Partecipano al disco Alberto Bertoli, Dubioza Kolectiv, Eugenio Finardi, Uri Giné dei Bongo Botrako, La Pegatina, Stephane Mellino dei Les Négresses Vertes, Terry Woods dei The Pogues. Unico inedito The trumpets of Jericho.
Segue un tour intitolato Sentieri clandestini.

### Il tour dei 25 anni
In occasione delle festività di San Patrizio 2016, la band inaugura da Padova il tour dei 25 anni. Per l'eccezionalità della ricorrenza, la scaletta sarà composta da pezzi prevalentemente irish, a cui seguirà una scaletta a tema Resistenza per festeggiare il 25 aprile e il 1º maggio.
Dopodiché la scaletta riproporrà 25 anni di canzoni, tra classici cavalli di battaglia e qualche chicca per i fan più accaniti.

### Mani come rami, ai piedi radici
Nel dicembre 2016 rendono scaricabile gratuitamente il singolo Quacet putein (copriti bambino), come anteprima del nuovo album. Il 31 gennaio 2017 annunciano il titolo Mani come rami, ai piedi radici, la data di pubblicazione: il 10 marzo 2017 e le prime date del tour che ne seguirà.
Nel frattempo è uscita una cover di Alla fiera dell'Est di Angelo Branduardi a quarant'anni dalla pubblicazione dell'album a scopo di raccolta fondi per le vittime del Terremoto del Centro Italia
 in collaborazione con gli Shandon, i Folkstone e i The Clan.
Nel febbraio 2018 Luca Serio Bertolini lascia il gruppo e viene sostituito da Gianluca Spirito polistrumentista già nei Ned Ludd e negli Irish Spinners (con Francesco Moneti); oltre ad aver suonato decine di volte con i Gang.

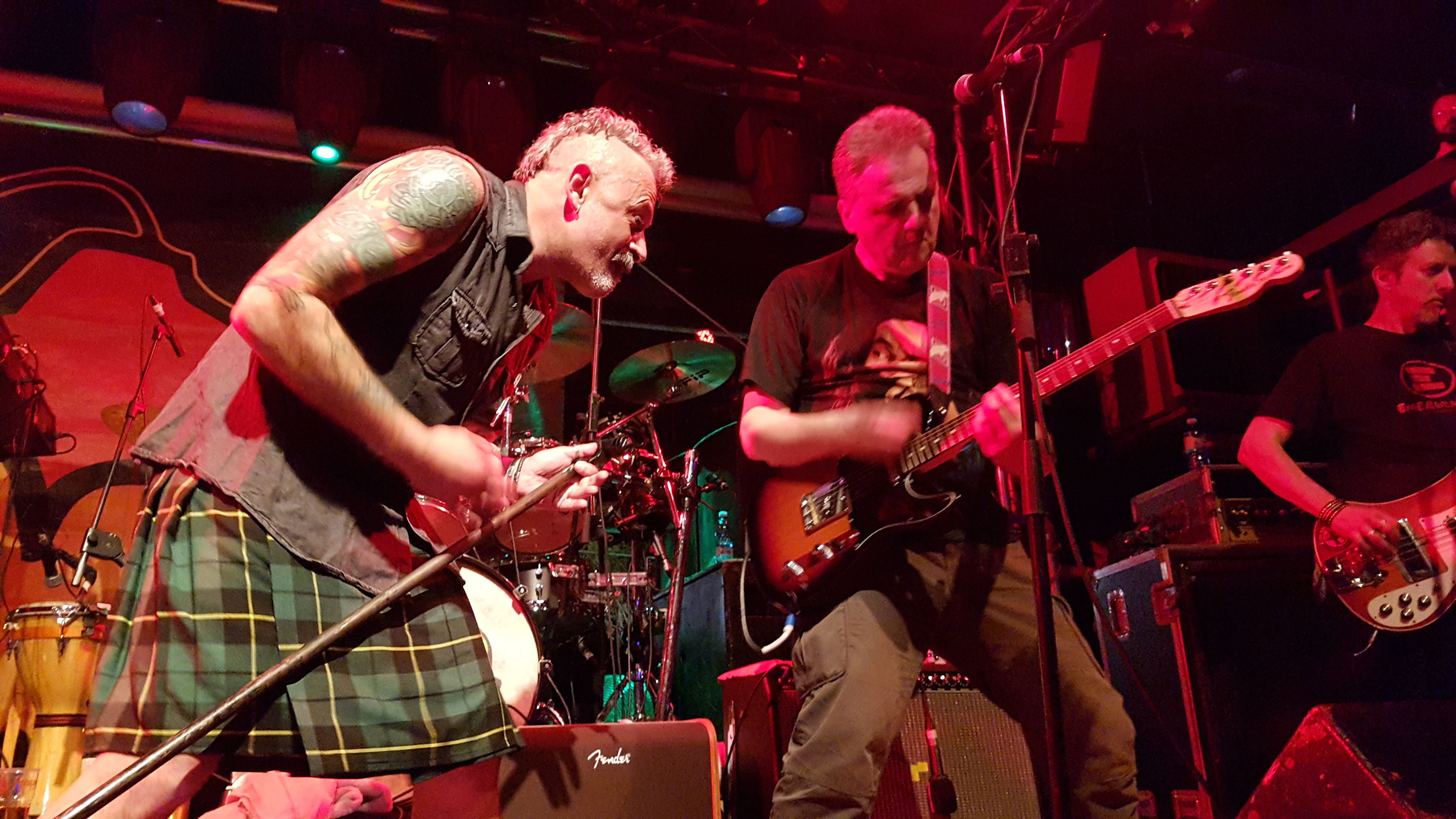
Gianluca Spirito e Davide Morandi, Fuori Orario, Taneto (RE), 21 aprile 2018

Nel marzo 2018 inizia il tour con la nuova formazione: Sulla strada, controvento tour, che ripropone i vecchi pezzi più famosi e i nuovi successi, senza scordare l'approccio irish che caratterizza i Modena City Ramblers fin dalle origini.

### Riaccolti
Il 4 novembre 2018 registrano allo Studio Esagono di Rubiera un concerto in acustico, ne segue una campagna di finanziamento collettivo per la pubblicazione del relativo album dal titolo Riaccolti (il titolo ricorda il precedente Raccolti del 1998). L'album, già distribuito ai raisers, viene pubblicato il 5 marzo 2019.
Il 22 dicembre 2020, tramite un post su Facebook il batterista Roberto Zeno annuncia la sua partenza dal gruppo dopo 26 anni di militanza.

### Il Tour di Appunti Partigiani
Tra l'autunno 2022 e l'estate 2023 portano in tour il disco di Appunti Partigiani, tour che avrebbero dovuto fare per i 15 anni del disco nel 2020, ma che fu bloccato dalla pandemia del Covid 19.
Nel corso del 2022 partecipano al "Festival de la cançao de protesta" in Portogallo, ad ottobre fanno un tour in Sudafrica, partecipando al Womad a Johannesburg, e in Spagna

### Altomare
Nel marzo 2023 annunciano il nuovo disco e contestualmente avviano un finanziamento collettivo. Il 19 marzo viene annunciato l'abbandono di Diego Scaffidi, che viene sostituito da Enrico Torreggiani già nei Los Fastidios, e turnista per Mietta. Nell'autunno 2023 i Ramblers intraprendono un tour nei club europei: Regno Unito, Irlanda, Lussemburgo, Francia, Paesi Bassi. A causa di problemi di salute, Massimo Ghiacci viene temporaneamente sostituito da Riccardo Sgavetti.
A maggio 2024 collaborano con la band italiana España Circo Este nel brano "Addio Paura". Il 28 maggio partecipano insieme al concerto A drink with Sinead & Shanead dedicato a Sinéad O'Connor e Shane MacGowan insieme a Vad Vuc, Uncle Bard and Dirty Bastards, Steve Wickham. Il set comprende: Lullaby of London , If I Should Fall From Grace With God, The Sunny Side of the Street, Dirty Old Town, Fairytale of New York e Bella Ciao.
Nel novembre 2024 Gianluca Spirito annuncia l'abbandono dei Modena, al suo posto viene annunciato Riccardo Sgavetti, già coi ramblers per la tourneé internazionale del 2023.

### Appunti Resistenti
A febbraio 2025 pubblicano La Grande Danza, una cover di un brano dei Punkreas, reincisa per il trentennale dell'album Paranoia e potere.
Nel marzo 2025 i Ramblers partecipano a canzoni di diversi amici: Figlio dell'Africa dei CarroBestiame, Amore Mio, una canzone di Alberto Bertoli, Fragile contenuta nel disco Natura Morta dei Folkstone, e una cover di Il ballo di Aureliano contenuta nel disco Aldo Chiama Ancora degli Skassapunka.
In occasione dell'80° anniversario della Liberazione scrivono il libro Nati per la libertà. Racconti resistenti e pubblicano un EP di 4 brani Appunti Resistenti con la partecipazione di Fabrizio Tavernelli, Sergio Berardo e Yo Yo Mundi e iniziano un tour dedicato alla Resistenza.

## Formazione
(Paolo Verri)
- Franco D'Aniello (dal 1991): flauto, tin whistle, tromba, sassofono, cori, chitarra acustica, glockenspiel, percussioni
- Massimo "Ice" Ghiacci (dal 1992): basso elettrico, basso acustico, contrabbasso, tea-chest bass, voce, cori, chitarra acustica, balalaica, sassofono[51]
- Francesco "Fry" Moneti (dal 1996): violino acustico, violino elettrico, violino indiano, chitarra acustica, chitarra elettrica, chitarra baritona, bouzouki, banjo, oud, mandolino, salterio ad arco, cori, voce
- Davide "Dudu" Morandi (dal 2006): voce, chitarra acustica, chitarra elettrica, banjo, glockenspiel, basso elettrico, armonica a bocca, cucchiai, cori
- Leonardo "Leo" Sgavetti (dal 2008): fisarmonica, pianoforte, organo, organo Hammond, clavinet, vibrafono, cori
- Enrico Torreggiani (dal 2023): batteria, percussioni, cori
- Riccardo Sgavetti (ottobre 2023, dal 2024): basso, chitarra acustica

### Ex componenti
- Giovanni Rubbiani (1991 - 2000; 2002 - 2003): chitarra acustica, armonica a bocca, cori
- Alberto "Guardia Rossa" Cottica (1991 - 2000): fisarmonica, cori
- Alberto "Mors" Morselli (1991 - 1995): voce, bodhrán, cucchiai, assicella, Floor tom, cori
- Marco Michelini (1991 - 1996): violino, legnetti
- Chris Dennis (1991 - 1994): violino
- Filippo Chieli (1991 - 1994): viola
- Marco Tedeschi (1991 - 1994): tastiere, pianoforte
- Luciano Gaetani (1991 - 1996; 2009 - 2013): bouzouki, banjo, scottish pipe, darabouka, chitarra acustica, chitarra battente, sitar, bodhrán, salterio, e-pipe
- Stefano "Cisco" Bellotti (1992 - 2005): voce, bodhrán, chitarra acustica, chitarra elettrica
- Arcangelo "Kaba" Cavazzuti (1993 - 2009): batteria, percussioni, chitarra acustica, basso elettrico, charango, pianoforte, tromba, shaker, banjo, cori, voce
- Vania Buzzini (1993 - 1994): bodhrán, cori
- Roberto "Robby" Zeno (1994 - 2020): batteria, percussioni, cori, voce, mandolino, chitarra acustica, pianoforte, basso
- Massimo Giuntini (1996 - 1998; 2000 - 2002): bouzouki, uilleann pipes, banjo, clarinetto, charango, low whistle
- Luca "Gabibbo" Giacometti (2002 - 2007): bouzouki, mandolino, banjo, chitarra acustica, cori
- Daniele "Contador" Contardo (2003 - 2005): fisarmonica, organetto, cori
- Elisabetta "Betty" Vezzani (2006 - 2009): voce, chitarra acustica, chitarra elettrica, tamburello, mandolino
- Luca Serio Bertolini (2009 - 2018): chitarra acustica, chitarra elettrica, voce, cori
- Diego Scaffidi (2021 - 2023): batteria, percussioni, cori
- Gianluca Spirito (2018-2024) chitarra acustica, bouzuki, banjo, mandolino, ukulele, cuatro, chitarra battente, laud, bodhrán, armonica a bocca, cori

## Discografia
- 1993 – Combat Folk
- 1994 – Riportando tutto a casa
- 1996 – La grande famiglia
- 1997 – Terra e libertà
- 1998 – Cent'anni di solitudine
- 1998 – Raccolti
- 1999 – Fuori campo
- 2002 – Radio Rebelde
- 2004 – ¡Viva la vida, muera la muerte!
- 2005 – Appunti partigiani
- 2006 – Dopo il lungo inverno
- 2008 – Bella ciao - Italian Combat Folk for the Masses
- 2009 – Onda libera
- 2011 – Sul tetto del mondo
- 2012 – Battaglione Alleato
- 2013 – Niente di nuovo sul fronte occidentale
- 2014 – 1994-2014 Venti
- 2015 – Tracce clandestine
- 2017 – Mani come rami, ai piedi radici
- 2019 – Riaccolti
- 2023 – Altomare